# Siège de Bréda (1793)
Pour les articles homonymes, voir Siège de Breda.
Guerres de la Révolution française
Batailles
Le siège de Bréda se déroula du 21 au 27 février 1793, s’inscrivant dans le contexte de la campagne de Flandre menée lors de la guerre de la Première Coalition.

## Contexte
Après que l’Armée du Nord, sous la conduite du général Charles-François Dumouriez, eut infligé une défaite aussi imprévue que décisive aux forces autrichiennes lors de la bataille de Jemappes, le 6 novembre 1792, elle put s’emparer des Pays-Bas autrichiens avec une résistance presque inexistante. Forte de cet avantage, elle entreprit d’étendre ses opérations en lançant une offensive contre la République néerlandaise, affaiblie et politiquement divisée. Dumouriez bénéficia de l’appui de chefs patriotes de la Légion batave, tels qu’Herman Willem Daendels et Jean-Guillaume de Winter, figures notoires des mouvements républicains bataves. Parmi les objectifs stratégiques de cette campagne se trouvait Breda, une place forte cruciale du Brabant méridional. Outre son importance militaire, cette cité revêtait une signification hautement symbolique pour les révolutionnaires français, en raison de son appartenance séculaire à la maison d’Orange-Nassau, symbole honni du régime stathoudérien. L’occupation de cette ville constituait, dès lors, un enjeu à la fois militaire et idéologique. Le 10 février 1793, alors que les troupes franco-bataves s’avançaient inexorablement vers Breda, Guillaume V, prince d’Orange et stathouder des Provinces-Unies, enjoignit au commandant de la place, Alexandre de Bylandt, de tenir la cité coûte que coûte. Ce dernier, conscient de l’importance tant stratégique que symbolique de la forteresse, se prépara à opposer une résistance acharnée, bien que les forces à sa disposition fussent numériquement et matériellement désavantagées face à l’ennemi.

« Ne vous embarrassez pas si mon château et tout ce qui je possède dans la baronnie est brulé ou détruit, je dois à mon pays mon sang pour sa défense s'il le faut, je lui dois aussi la sacrifice de mes biens quand il s'agit de la conservation de ma patrie. »

## Le siège
Le 16 février, l’Armée du Nord, sous l’étendard tricolore de la République française, franchit la frontière septentrionale et se livra dès le surlendemain à l’édification d’arbres de la liberté dans les hameaux jouxtant Bréda, illustrant ainsi son dessein révolutionnaire. Le 21 février, une première escarmouche éclata, prélude modeste mais décisif à une série de manœuvres stratégiques. Forte de 3800 soldats sous le commandement de François-Joseph Westermann, l’armée républicaine entreprit de verrouiller toutes les issues menant à la ville, entamant simultanément la construction méthodique des ouvrages nécessaires à un siège. Dès le 23 février, les batteries d’artillerie furent dressées, et l'assaut débuta par un bombardement incessant, orchestré à l’aide de quatre mortiers et quatre obusiers. Sous couvert d’une trêve précaire, le colonel Philippe Devaux de Vautray, porteur d’une missive à l’adresse des autorités locales, exigea la capitulation de la place forte. Cependant, sa sommation, malgré son caractère impérieux, fut éconduite, incitant les assaillants à reprendre leurs dévastations. La nuit suivante, entre trois et six heures du matin, les Français épuisèrent leurs dernières réserves de munitions dans un déluge de 90 bombes et 100 grenades, lesquelles, en franchissant les remparts, consumèrent quelque soixante habitations et allumèrent, à trois reprises, des incendies rapidement maîtrisés par les défenseurs. Les pertes humaines, d’un côté comme de l’autre, se révélèrent étonnamment modérées. À l’aube du 24 février, le colonel Devaux, usant cette fois d’un ton plus menaçant, réitéra son injonction de reddition. La ville, cédant sous le poids des assauts et des intimidations, consentit finalement à capituler, à la condition expresse que la garnison des États néerlandais se vît accorder une sortie honorable, avec les égards militaires dus à son rang. Le 25 février, les troupes françaises prirent possession de la porte de Bois-le-Duc, dite Bossche Poort, tandis que, le 27 février, elles entraient en triomphe dans Bréda, au moment même où les soldats néerlandais quittaient la ville. La scène fut observée par Quint Ondaatje, témoin de l’occupation de la cité par une armée de sans-culottes, laquelle, malgré son exaltation idéologique, souffrait cruellement d’un déficit d’approvisionnements. En l'espace de quelques jours, il fut enjoint à l'Armée du Nord de rebrousser chemin vers Bruxelles, au lieu de s'aventurer plus avant en Hollande,.

## Conséquences
Le lendemain, Dumouriez arriva lui-même à Bréda. Un arbre de la liberté, coiffé d'un bonnet phrygien, fut planté devant l’hôtel de ville. Dumouriez et ses officiers dansèrent autour de l'arbre en entonnant La Marseillaise. Une potence, destinée à maintenir l'ordre, fut installée à proximité. Un comité batave fut désigné afin de préparer la mise en place d'une nouvelle gouvernance. Cependant, après la défaite cuisante subie par Dumouriez lors de la bataille de Neerwinden, le 18 mars 1793, le commandant Flers se chargea de renforcer les défenses de la ville. Le 29 mars, un officier des États ordonna à la forteresse de se rendre au nom du prince d'Orange, tandis que Dumouriez envoyait à Flers un ordre d’évacuation de Breda. Après plusieurs jours de négociations, les Français rendirent la ville aux États sans avoir eu à tirer un seul coup de feu.
En septembre 1794, les troupes françaises revinrent dans la région, et plusieurs escarmouches eurent lieu dans les alentours de Bréda, suscitant des craintes d'un nouveau siège. Toutefois, cette menace ne se concrétisa pas. Les forces françaises assiégèrent successivement Bois-le-Duc, Grave et Nimègue, franchirent les rivières gelées, progressèrent à travers le Bommelerwaard, puis occupèrent Utrecht et Amsterdam au mois de janvier 1795. Tandis que le stathouder, ainsi que sa famille et ses proches, prenaient la fuite en direction de l'Angleterre, la révolution batave éclata à Amsterdam, et la République batave fut proclamée le 18 janvier. Dès lors, toute résistance apparut futile, et Bréda se rendit sans combat le 27 janvier 1795.